# Крячок чорнодзьобий
Крячо́к чорнодзьо́бий (Gelochelidon nilotica) — вид птахів родини мартинових. В Україні гніздовий, перелітний вид. Нині крячка чорнодзьобого виділяють до окремого роду Gelochelidon, який є монотиповим.

## Опис

### Морфологічні ознаки
Великий крячок (розміром із звичайного мартина) з товстим і порівняно коротким дзьобом (нагадує трохи дзьоб мартина). Маса тіла приблизно 200 г. Довжина тіла 35-38 см. Розмах крил 95-110 см. У дорослого птаха в шлюбному вбранні верх голови і задня частина шиї чорні; спина, поперек, надхвістя і вся площина крил сірі; хвіст зверху сірий, вирізаний; інше оперення біле; дзьоб і ноги чорні; у позашлюбному оперенні верх голови і задня частина шиї білі; на потилиці темні риски; перед і за очима темні плями. Молодий птах подібний до дорослого у позашлюбному оперенні, але верх голови, спина і частина верхніх покривних пер крил з темною строкатістю.
Дорослий чорнодзьобий крячок від дорослого рябодзьобого крячка відрізняється коротшим однотонно чорним дзьобом і вирізаним сірим хвостом; молодий від молодого рябодзьобого крячка — коротшим дзьобом, а також значно світлішими верхом голови і спиною.

### Звуки
Подає крик «ке—век—ке—век», нижчий за тональністю і приглушеніший, ніж у рябодзьобого крячка.

## Поширення та місця існування
Крячок чорнодзьобий поширений як в Старому, так і в Новому Світі. В Україні зустрічається в Причорномор'ї та Приазов'ї.
Для усіх підвидів характерна після гніздова дисперсія. Північні популяції здійснюють сезонні міграції. Зимують в тропічній Африці, у Карибському регіоні та Південній Америці, південній Азії та Новій Зеландії. На місцях гніздування утворює колонії на піщаних пляжах узбережжя морів і на островах, зарослих невисокою травою або без рослинності. Зустрічаються також на степових водоймах, рідше на річкових островах.

## Підвиди

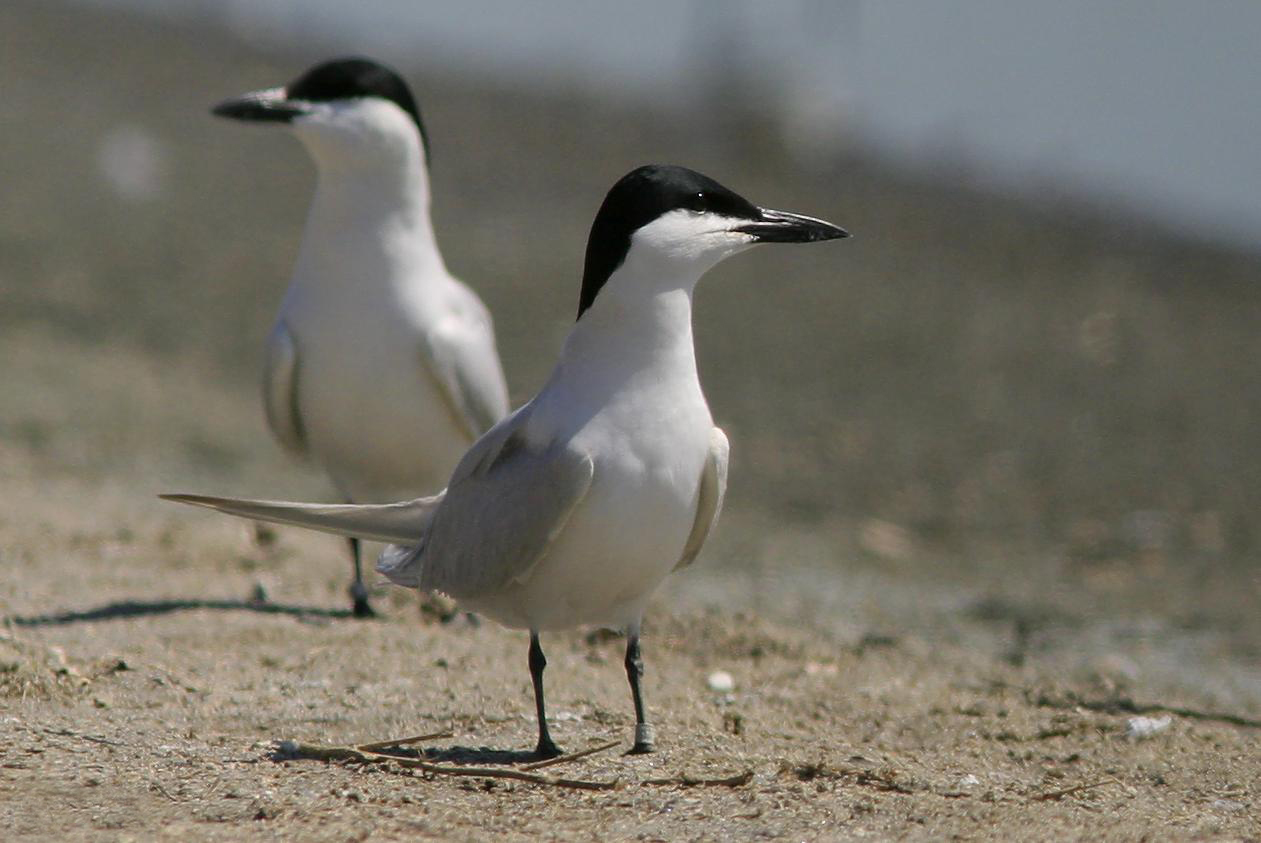
Птахи підвиду G. n. vanrossemi, Північна Америка

Виділяють шість підвидів
- G. n. nilotica — (Gmelin, 1789): Європа, Північна Африка, від Середнього Сходу та півдня Центральної Азії до заоду Китаю і Таїланду;
- G. n. affinis — (Horsfield, 1821): Японія, південний і східний Китай, від південно-східної Азії до Філіппін, Борнео, Сулавесі і Суматри;
- G. n. macrotarsa — (Gould, 1837): Австралія;
- G. n. aranea — (Wilson, 1814): східні і південні регіони США, Великі Антильські острови;
- G. n. vanrossemi — (Bancroft, 1929): Північна Америка: на південь від Каліфорнії до північно-західної Мексики;
- G. n. gronvoldi — (Mathews, 1912): Південна Америка: від Французької Гвіани до північно-східної Аргентини.

## Чисельність
Чисельність в Європі оцінена в 12—22 тис. пар, в Україні — 4—6 тис. пар. Вона поступово скорочується.

## Гніздування

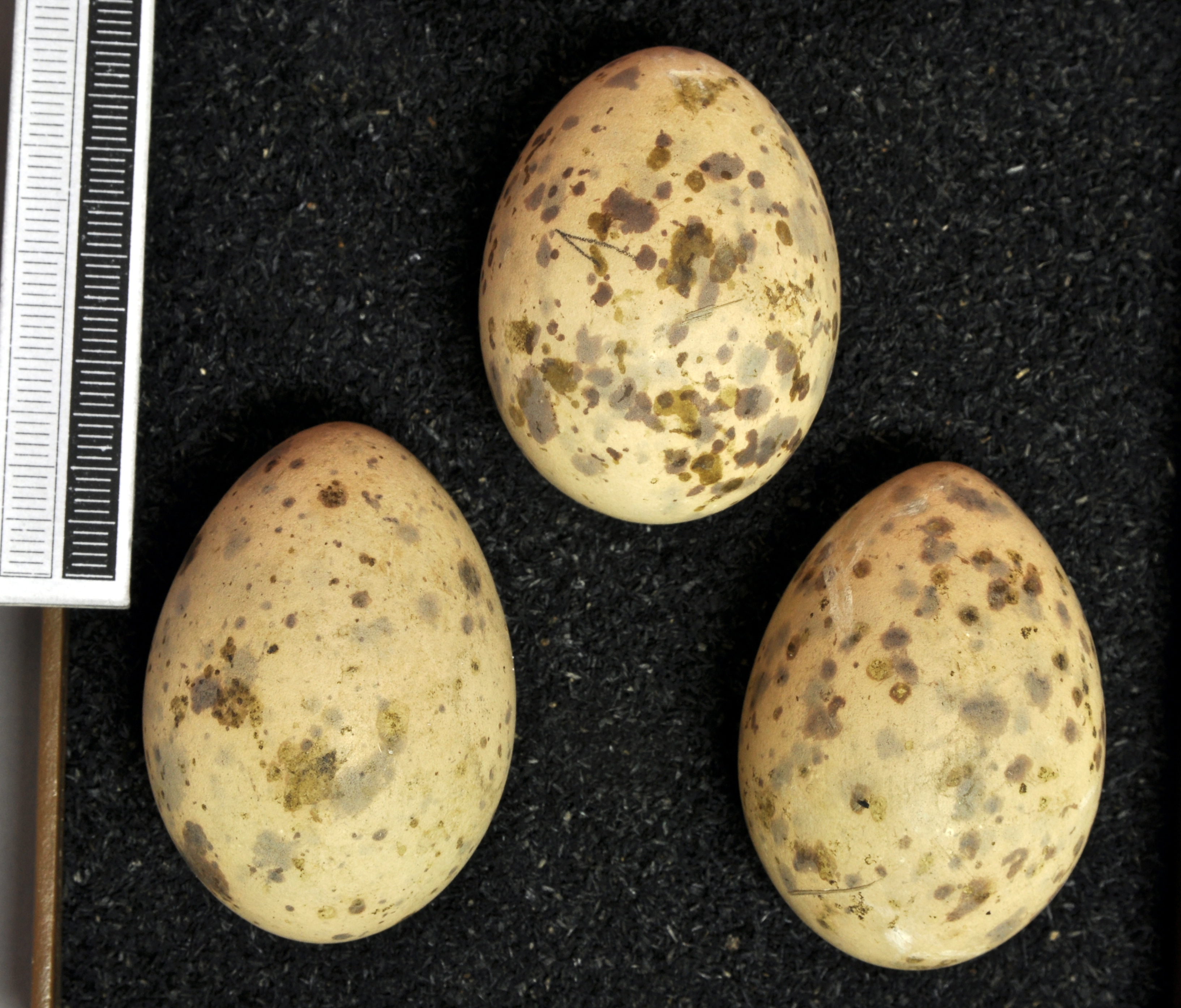
Яйця в музейній колекції

Гніздиться колоніями. Період гніздування триває протягом травня — червня. Гніздо являє собою ямку в ґрунті, позбавлену вистилки або з невеликою кількістю рослинного матеріалу. У кладці від 2 до 4 яєць пісочного кольору, на якому розкидані коричневі плями різного розміру. Тривалість насиджування від 20 до 23 діб. У насиджуванні кладки та вигодовуванні пташенят беруть участь обидва партнери. Пташенята стають здатними до польоту приблизно через місяць після вилуплення.

## Живлення
Живиться переважно наземними комахами і дрібними хребетними тваринами — ящірками, жабами, дрібними гризунами, а також дощовими червами. Поїдають пташенят куликів, горобцеподібних та інших крячків. У незначній кількості вживає рибу і водних безхребетних. У пошуках корму повільно літають над луками та заболоченими місцевостями, у рідкісних випадках — над водою.

## Охорона
Вид перебуває під охороною відповідно до Угоди про збереження афро-євразійських мігруючих водно-болотних птахів (AEWA).